# Titus Kolník
Titus Kolník (Borsós, 1932. január 1. – Nyitra, 2017. november 26.) szlovák régész.

## Élete
1942-1950 között a vágújhelyi gimnáziumba járt, majd 1955-ben végzett a pozsonyi Comenius Egyetemen. 1954-től a nyitrai régészeti intézet munkatársa.
1957-ben és 1982-ben Magyarországon, 1962-ben Ausztriában, 1964-1965-ben és 1990-1991-ben Németországban volt tanulmányúton. A német és az osztrák régészeti intézet tagja.
Elsősorban Szlovákia területének római és germán régészetével foglalkozott. 1991-1999 között a Slovenská archeológia főszerkesztője.

## Elismerései
- 1984 irodalmi díj
- 1997 SzTA tiszteletbeli Ľ. Štúr aranyplakettje
- 2002 Daniel Rapant díj
- 2017 a Szlovák Írók Egyesületének Tiszteletbeli elismerése[4]

## Művei
- 1966 Pohľady do minulosti Považia (társszerző Jozef Paulík)
- 1975 Cífer – Pác (társszerző Jozef Paulík)
- 1979 Skvosty antiky na Slovensku
- 1980 Römerzeitliche Gräberfelder in der Slowakei
- 1981 Staroveká plastika
- 1984 Rímske a germánske umenie na Slovensku
- 1997 Pramene k dejinám Slovenska I. (társszerző)
- 2000-2001 Kontakty ranného kresťanstva s územiami strednej Európy vo svetle archeologických a historických prameňov. In: Studia arch. Slovaca medievalia III-IV.
- 2001 Šoporňa (társszerző)
- 2007 Branč (társszerző)